# Arthur St. Clair
Arthur St. Clair, ameriški general, * 23. marec 1736, Thurso, Caithness, Škotska, † 31. avgust 1818, Greensburg, Pensilvanija, ZDA.